# Amsa-dong
Amsa-dong és un dong (barri) del districte de Gangdong, a Seül, Corea del Sud. És molt conegut pel jaciment prehistòric d'Amsa-dong, en el qual es van excavar restes neolítiques després que una riuada del 1925 deixés a la vista elements de terrissa amb dibuixos en diagonal (빗살무늬토). Es creu que és un assentament jomonic que existia abans de l'expansió de l'esfera cultural Songgukri a la península coreana durant l'edat de bronze coreana. Cada any s'hi celebra un festival anomenat festival cultural Amsa sunsa i es fa una desfilada. Té una estació de metro de la 8a línia del metro metropolità de Seül, que funciona com l'última estació de la línia. Només hi ha una escola secundària a Amsa-dong anomenada Sunsa Highschool. El barri també és conegut pel seu gran mercat tradicional. Amsa dong es divideix en tres, Amsa il-dong, Amsa I-dong, Amsa Sam-dong i el centre comunitari està present en cadascuna d'aquestes divisions.